# Channel 43
Channel 43 è un singolo realizzato dai produttori discografici e disc jockey deadmau5 e Wolfgang Gartner.

## Descrizione
Il titolo del singolo fa riferimento alla precedente collaborazione tra Zimmerman e Youngman del 2012 Channel 42. Il singolo è stato suonato da Zimmerman per la prima volta come inedito durante il Day of the deadmau5 nell'ottobre 2020 e incluso nell'album dal vivo Day of the deadmau5 - Live in Chicago. Il 3 gennaio 2021 è stato organizzato un drive-in show a San Bernardino dove i due produttori hanno suonato il singolo dal vivo. Il singolo si è posizionato #20 nella classifica Hot Dance/Electronic Songs di Billboard.
Youngman ha spiegato su Twitter come è nata la collaborazione a distanza di otto anni dall'ultima:
"Mi sono imbattuto nella sua canzone Pomegranate una sera tardi, sono rimasto sbalordito dalla canzone quindi gli ho mandato un messaggio poiché non parlavamo da un po', rispondendomi: "rimettiamo insieme la band", e questo è tutto".
Il singolo è stato incluso nella colonna sonora del videogioco Forza Horizon 5.

## Tracce
1. Channel 43 (Radio Edit)
2. Channel 43 (Extended Mix)

### Remixes
1. Channel 43 (Go Freek Remix)
2. Channel 43 (NIGHT / MOVES Remix)
3. Channel 43 (Jerome Price Remix)